# 294 (عدد)
294 هو عدد صحيح طبيعي بين 293 و295

## في الرياضيات

### خصائص
- 294 عدد زوجي
- 294 عدد ناقص